# Etnobiología
La etnobiología es el estudio científico de la manera en que los seres vivos son tratados o utilizados por diferentes culturas humanas. Estudia las relaciones dinámicas entre las personas, la biota y los entornos, desde el pasado distante hasta el presente inmediato.
Las interacciones "personas-biota-medioambiente" en todo el mundo se documentan y estudian a través del tiempo, las culturas y las disciplinas en busca de respuestas válidas y confiables a dos preguntas "definitorias": "¿Cómo y de qué manera las sociedades humanas usan la naturaleza? y ¿cómo y de qué manera las sociedades humanas ven la naturaleza? " 

## Historia

### Principios (sigloXV-sigloXIX)
Los naturalistas han estado interesados en el conocimiento biológico local desde el momento en que los europeos comenzaron a colonizar el mundo, desde el siglo XV en adelante. Paul Sillitoe escribió que:

Los europeos no solo buscaban comprender las nuevas regiones en las que se metieron, sino que también buscaban recursos que pudieran explotar de manera rentable, participando en prácticas que hoy deberíamos considerar equivalentes a la biopiratería . Muchos cultivos nuevos ... ingresaron a Europa durante este período, como la papa, el tomate, la calabaza, el maíz y el tabaco. (Página 121)

El conocimiento biológico local, recolectado y muestreado durante estos primeros siglos, informó significativamente el desarrollo temprano de la biología moderna :
- durante el siglo XVII Georg Eberhard Rumphius se benefició del conocimiento biológico local al producir su catálogo, "Herbario Amboinense" , que abarca más de 1 200 especies de las plantas de Indonesia;
- durante el siglo XVIII, Carl Linnaeus se basó en el trabajo de Rumphius, y también se relacionó con otras personas de todo el mundo al desarrollar el esquema de clasificación biológica que ahora subyace a la disposición de gran parte del conocimiento acumulado de las ciencias biológicas;
- durante el siglo XIX, Charles Darwin , el "padre" de la teoría de la evolución , en su Viaje del Beagle se interesó en el conocimiento biológico local de los pueblos con los que se encontró.

### Fase I (1900s-1940s)
La etnobiología misma, como una práctica distintiva, solo surgió durante el siglo XX como parte de los registros que se estaban haciendo sobre otros pueblos y otras culturas. Como práctica, casi siempre era auxiliar para otras actividades cuando se documentan los idiomas de otros, el folclore y el uso de los recursos naturales. Roy Ellen comentó que:

En su más temprana y más rudimentaria, esta compuesto por una lista de los nombres y usos de las plantas y animales en nativa no occidental o poblaciones 'tradicionales' a menudo en el contexto de la etnografía de rescate .. [es decir] etno -Biología como el conocimiento biológico descriptivo de los pueblos primitivos.

Se ha descrito que esta 'primera fase' en el desarrollo de la etnobiología como práctica sigue teniendo un propósito esencialmente utilitario, a menudo centrándose en identificar aquellas plantas, animales y tecnologías "nativas" de algún uso potencial y valor dentro de sistemas económicos occidentales cada vez más dominantes

### Fase II (1950s-1970s)
Como resultado de las prácticas en la Fase I (arriba) vino una "segunda fase" en el desarrollo de la "etnobiología", y los investigadores ahora se esfuerzan por documentar mejor y comprender mejor cómo los otros "conceptualizan y categorizan" el mundo natural que les rodea. En palabras de Sillitoe:

A mediados del siglo XX, los estudios centrados en los utilitaristas comenzaron a ceder terreno a los más enmarcados cognitivamente, en particular los estudios que se centraban en elucidar los esquemas clasificatorios. (página 122)

Esta segunda fase está marcada:
- en América del Norte (a mediados de la década de 1950) con Harold Conklin completando su doctorado titulado "La relación de la cultura Hanunóo   con el mundo vegetal" [6]
- en Gran Bretaña (mediados de 1960) con la publicación de Claude Lévi-Strauss del libro " El pensamiento salvaje" [7] legitimando la "clasificación biológica popular" como un esfuerzo digno de investigación intercultural
- en Francia (mediados de 1970), con André-Georges Haudricourt's estudios lingüísticos de nomenclatura botánica[8] y R. Porteres' y otros trabajan en biología económica.[9]

### Presente (1980s-2000s)
A comienzos del siglo XXI, las prácticas etnobiológicas, la investigación y los hallazgos han tenido un impacto e influencia significativos en varios campos de la investigación biológica, incluida la ecología, biología de la conservación, estudios de desarrollo, y ecología política.
La Sociedad de Etnobiología aconseja en su página web:

La etnobiología es un campo de investigación en rápido crecimiento que gana interés profesional, estudiantil y público...internacionalmente.

La etnobiología ha salido de su lugar como una práctica auxiliar a la sombra de otras actividades centrales, para surgir como un campo completo de investigación e investigación por derecho propio: se enseña en muchas instituciones terciarias y programas educativos de todo el mundo; con sus propios manuales de métodos, sus propios lectores y sus propios libros de texto

## Sujetos de investigación

### Uso
Todas las sociedades hacen uso del mundo biológico en el que están situadas, pero existen amplias diferencias de uso, informadas por la necesidad percibida, la tecnología disponible y el sentido de moralidad y sostenibilidad de la cultura. Los etnobiólogos investigan qué formas de vida se usan con qué fines, las técnicas particulares de uso, las razones de estas elecciones y las implicaciones simbólicas y espirituales de ellas.

## Taxonomía
Diferentes sociedades dividen el mundo vivo de diferentes maneras. Los etnobiólogos intentan registrar las palabras usadas en culturas particulares para los seres vivos, desde los términos más específicos (análogos a los nombres de las especies en biología de Linnean) hasta términos más generales (como 'árbol' y aún más en general 'planta'). También intentan comprender la estructura general o la jerarquía del sistema de clasificación (si es que existe), existe un debate en curso sobre si siempre debe haber una jerarquía implícita.

### Importancia cosmológica, moral y espiritual
Las sociedades se estudian a sí mismas y a su mundo, en parte a través de sus respuestas a preguntas como "¿cómo se formó el mundo?", "¿Cómo y por qué llegó a existir?", "¿Cuáles son las prácticas adecuadas y por qué?" y ¿existen realidades más allá de nuestra experiencia física? " Comprender estos elementos de la perspectiva de las sociedades es importante para la investigación cultural en general, y los etnobiólogos investigan cómo la visión de las sociedades del mundo natural informa sobre ellas.

### Conocimiento ecológico tradicional
Para vivir efectivamente en un lugar determinado, las personas necesitan comprender los detalles de su entorno, y muchas sociedades tradicionales tienen una comprensión compleja y sutil de los lugares en los que viven. [cita requerida] Los etnobiólogos buscan compartir esta comprensión, sujetos a preocupaciones éticas con respecto a la propiedad intelectual y la apropiación cultural.

### Etnobiología transcultural
En la investigación de etnobiología intercultural, dos o más comunidades participan simultáneamente. Esto permite al investigador comparar cómo un bio-recurso es utilizado por diferentes comunidades.

## Interdisciplinas

### Etnobotánica
La etnobotánica investiga la relación entre las sociedades humanas y las plantas: cómo los humanos usan las plantas (como alimentos, tecnología, medicina y en contextos rituales), cómo los ven y entienden, y su papel simbólico y espiritual en una cultura.

### Etnozoología
La etnozoología del subcampo se centra en la relación entre animales y humanos a lo largo de la historia humana. Estudia las prácticas humanas, como la caza, la pesca y la cría de animales en el espacio y el tiempo, y las perspectivas humanas sobre los animales, como su lugar en los ámbitos moral y espiritual. [cita requerida]

### Etnomicología
La etnomicología es la rama encargada de estudiar el conocimiento tradicional y las implicaciones culturales y/o ambientales que se derivan de las relaciones entre los hongos y el humano a través del tiempo y el espacio.

### Etnoecología
La etnoecología se refiere a un paradigma de investigación "etnobiológica" cada vez más dominante centrado, principalmente, en documentar, describir y comprender cómo otros pueblos perciben, manejan y usan ecosistemas completos.

## Otras disciplinas
Los estudios y escritos dentro de la etnobiología se basan en investigaciones de campos que incluyen arqueología, geografía, lingüística, sistemática, biología de poblaciones, ecología, antropología cultural, etnografía, farmacología, nutrición, conservación y desarrollo sostenible.

### Ética
Durante gran parte de la historia de la etnobiología, sus practicantes eran principalmente de culturas dominantes, y el beneficio de su trabajo a menudo se acumulaba en la cultura dominante, con poco control o beneficio invertido en los pueblos indígenas cuya práctica y conocimiento registraban.
Del mismo modo que muchas de esas sociedades indígenas trabajan para hacer valer un control legítimo sobre los recursos físicos, como las tierras tradicionales o los objetos artísticos y rituales, muchos trabajan para afirmar un control legítimo sobre su propiedad intelectual .
En una época en que existe el potencial de obtener grandes ganancias del descubrimiento de, por ejemplo, nuevos cultivos alimentarios o plantas medicinales, los etnobiólogos modernos deben considerar los derechos de propiedad intelectual, la necesidad de consentimiento informado, el potencial de daño a los informantes y su "deuda". a las sociedades en las que trabajan ".
Además, estas preguntas deben considerarse no solo a la luz de la comprensión común de las naciones industrializadas occidentales sobre ética y leyes, sino también a la luz de los estándares éticos y legales de las sociedades de las que el etnobiólogo obtiene información.